# Penyes de l'Àliga
El Penyes de l'Àliga és una muntanya de 533 metres que es troba al municipi de Begues, a la comarca del Baix Llobregat.